# Otto Kühne
Otto Kühne (Berlin, 1893. május 12. – Brandenburg an der Havel, 1955. december 8.) német politikus. A második világháborúban Franciaországba menekült, az ellenállás egyik vezetője volt Lozère régióban 1943 és 1944 közt.
A civilben vasutas Kühnének kommunista eszméi miatt kellett menekülnie Németországból.